# Puchar Króla (2011/2012)
Puchar Króla 2011/2012 – 108. edycja Pucharu Króla. Rozgrywki rozpoczęły się 31 sierpnia 2011 i zakończyły się 25 maja 2012. W finale spotkały się dwie bardzo silne drużyny: FC Barcelona i Athletic Bilbao. Finał odbył się na Estadio Vicente Calderón w Madrycie. Obrońcą tytułu był Real Madryt.

## Zakwalifikowane drużyny
20 drużyn z rozgrywek Primera División w sezonie 2010/2011:
| - UD Almería - Athletic Bilbao - Atlético Madryt - FC Barcelona - Deportivo - RCD Espanyol - Getafe CF - Hércules CF - Levante UD - Málaga CF | - RCD Mallorca - CA Osasuna - Racing Santander - Real Madryt - Real Sociedad - Sevilla FC - Sporting Gijón - Valencia CF - Villarreal CF - Real Saragossa |

21 drużyn z rozgrywek Segunda División w sezonie 2010/2011. (Villarreal B nie brała udziału ponieważ jest rezerwową drużyną klubu Villarreal CF, w podobnej sytuacji znalazła się FC Barcelona B, która jest rezerwową drużyną FC Barcelony):
| - Albacete Balompié - AD Alcorcón - Real Betis - FC Cartagena - Castellón - Celta Vigo - Córdoba CF - Elche CF - Gimnàstic de Tarragona - Girona FC - Granada CF | - SD Huesca - UD Las Palmas - Numancia - SD Ponferradina - Rayo Vallecano - Recreativo Huelva - UD Salamanca - CD Tenerife - Real Valladolid - Xerez CD |

24 drużyn z rozgrywek Segunda División B w sezonie 2009/2010. (Drużyny zakwalifikowane to pięć najlepszych drużyn z każdej z czterech grup (z wykluczeniem rezerw) i cztery z największą liczbą punktów z pozostałych drużyn):
| - CD Lugo - Guadalajara - CD Leganés - Alcalá - Vecindario - SD Eibar - CD Mirandés - Real Unión - Palencia - CE Sabadell - CF Badalona - CD Alcoyano | - Orihuela - Lleida Esportiu - Real Murcia - Melilla - Cádiz CF - San Roque - Ceuta - UD Logroñés* - Real Oviedo* - L’Hospitalet* - UE Sant Andreu* - Roquetas* - Real Jaén* |

18 drużyn z rozgrywek Tercera División w sezonie 2010/2011. (Zwycięzcy z każdej z 18 grup (bez rezerw)):
| - Cerceda - Marino - Noja - Amorebieta - UE Llagostera - Olímpic Xàtiva - Alcobendas Sport - Burgos - Comarca de Níjar | - Linense - Manacor - Lanzarote - UCAM Murcia - CF Villanovense - Tudelano - Náxara - Andorra - CD Toledo |

## 1/16 finału
Pierwsze mecze rozgrywane były pomiędzy 9 a 13 listopada 2011 roku, natomiast rewanże pomiędzy 20 a 22 grudnia 2011 roku
| Drużyna 1                            | Wynik dwumeczu | Drużyna 2       | Pierwszy mecz | Drugi mecz  |
| ------------------------------------ | -------------- | --------------- | ------------- | ----------- |
| SD Ponferradina                      | 1:7            | Real Madryt     | 0:2           | 1:5         |
| Celta Vigo                           | 2:4            | RCD Espanyol    | 0:0           | 2:4         |
| RCD Mallorca                         | 2:1            | Sporting Gijón  | 0:1           | 2:0         |
| San Roque                            | 1:3            | Sevilla FC      | 0:1           | 1:2         |
| Albacete Balompié                    | 3:1            | Atlético Madryt | 2:1           | 1:1         |
| CD Mirandés                          | 3:1            | Villarreal CF   | 1:1           | 2:0         |
| UD Almería                           | 2:4            | CA Osasuna      | 1:3           | 1:1         |
| AD Alcorcón                          | 3:1            | Real Saragossa  | 1:1           | 2:0         |
| Córdoba CF                           | 2:2 (br. wyj.) | Real Betis      | 1:0           | 1:2         |
| Deportivo La Coruña                  | 4:5            | Levante UD      | 3:1           | 1:4 (dogr.) |
| Racing Santander                     | 6:6 (br. wyj.) | Rayo Vallecano  | 3:2           | 3:4         |
| Getafe CF                            | 2:3            | Málaga CF       | 0:1           | 2:2         |
| Real Sociedad                        | 5:3            | Granada CF      | 4:1           | 1:2         |
| Real Oviedo                          | 0:2            | Athletic Bilbao | 0:1           | 0:1         |
| Cádiz CF                             | 0:4            | Valencia CF     | 0:0           | 0:4         |
| L’Hospitalet                         | 0:10           | FC Barcelona    | 0:1           | 0:9         |
| Po lewej gospodarz pierwszego meczu. |                |                 |               |             |

## 1/8 finału
Pierwsze mecze rozgrywane były pomiędzy 3 a 5 stycznia 2012 roku, natomiast rewanże pomiędzy 10 a 12 stycznia 2012 roku
| Drużyna 1                            | Wynik dwumeczu | Drużyna 2        | Pierwszy mecz | Drugi mecz |
| ------------------------------------ | -------------- | ---------------- | ------------- | ---------- |
| Real Sociedad                        | 3:6            | RCD Mallorca     | 2:0           | 1:6        |
| CD Mirandés                          | 3:1            | Racing Santander | 2:0           | 1:1        |
| Real Madryt                          | 4:2            | Málaga CF        | 3:2           | 1:0        |
| AD Alcorcón                          | 2:5            | Levante UD       | 2:1           | 0:4        |
| Córdoba CF                           | 4:5            | RCD Espanyol     | 2:1           | 2:4        |
| Valencia CF                          | 2:2 (br. wyj.) | Sevilla FC       | 1:0           | 1:2        |
| Albacete Balompié                    | 0:4            | Athletic Bilbao  | 0:0           | 0:4        |
| FC Barcelona                         | 6:1            | CA Osasuna       | 4:0           | 2:1        |
| Po lewej gospodarz pierwszego meczu. |                |                  |               |            |

### Pierwsze mecze
| 3 stycznia 2012 20:00 CET | Albacete Balompié | 0:0(0:0)Raport | Athletic Bilbao | Estadio Carlos Belmonte, Albacete Widzów: 13 000 Sędzia: Antonio Mateu Lahoz |
|                           |                   |                |                 |                                                                              |

| 3 stycznia 2012 21:00 CET | CD Mirandés · Infante 33' · Martins 45' | 2:0(2:0)Raport | Racing Santander | Estadio Municipal de Anduva, Miranda de Ebro Widzów: 4100 Sędzia: César Muñiz Fernández |
|                           |                                         |                |                  |                                                                                         |

| 3 stycznia 2012 21:00 CET | AD Alcorcón · Borja 13' · Nagore 51' | 2:1(1:1)Raport | Levante UD · 23' Pallardó | Estadio Municipal de Santo Domingo, Alcorcón Widzów: 2500 Sędzia: Pedro Jesús Pérez Montero |
|                           |                                      |                |                           |                                                                                             |

| 3 stycznia 2012 22:00 CET | Real Madryt · Khedira 68' · Higuaín 69' · Benzema 77' | 3:2(0:2)Raport | Málaga CF · 9' Sánchez · 28' Demichelis | Estadio Santiago Bernabéu, Madryt Widzów: 80 000 Sędzia: Fernando Teixeira Vitienes |
|                           |                                                       |                |                                         |                                                                                     |

| 4 stycznia 2012 20:00 CET | Real Sociedad · Aranburu 17' · Agirretxe 55' | 2:0(1:0)Raport | RCD Mallorca | Estadio Anoeta, San Sebastián Widzów: 23 000 Sędzia: José Luis Paradas Romero |
|                           |                                              |                |              |                                                                               |

| 4 stycznia 2012 22:00 CET | FC Barcelona · Fàbregas 13', 18' · Messi 72' (90+1) | 4:0(2:0)Raport | CA Osasuna | Camp Nou, Barcelona Widzów: 60 000 Sędzia: David Fernández Borbalán |
|                           |                                                     |                |            |                                                                     |

| 5 stycznia 2012 20:00 CET | Córdoba CF · B. García 81' · Caballero 85' | 2:1(0:1)Raport | RCD Espanyol · 66' S. García | Estadio Nuevo Arcángel, Kordoba Widzów: 19 311 Sędzia: Alberto Undiano Mallenco |
|                           |                                            |                |                              |                                                                                 |

| 5 stycznia 2012 22:00 CET | Valencia CF · Jonas 32' | 1:0(1:0)Raport | Sevilla FC | Estadio Mestalla, Walencja Widzów: 38 000 Sędzia: Javier Turienzo Álvarez |
|                           |                         |                |            |                                                                           |

### Rewanże
| 10 stycznia 2012 20:00 CET | RCD Mallorca · Castro 34', 41' · Chemed 36', 59' · Nunes 38' · Alfaro 53' | 6:1(4:1)Raport | Real Sociedad · 16' Ifrán | Iberostar Estadio, Palma de Mallorca Widzów: 6,500 Sędzia: Miguel Ángel Ayza Gámez |
|                            |                                                                           |                |                           |                                                                                    |

| 10 stycznia 2012 21:00 CET | Racing Santander · Munitis 34' | 1:1(1:0)Raport | CD Mirandés · 72' (k.) Infante | Estadio El Sardinero, Santander Widzów: 8000 Sędzia: Eduardo Iturralde González |
|                            |                                |                |                                |                                                                                 |

| 10 stycznia 2012 22:00 CET | Málaga CF | 0:1(0:0)Raport | Real Madryt · 72' Benzema | Estadio La Rosaleda, Malaga Widzów: 27 000 Sędzia: Miguel Ángel Pérez Lasa |
|                            |           |                |                           |                                                                            |

| 11 stycznia 2012 20:00 CET | Levante UD · Barkero 23' · Martí 45' · Iborra 52' · Suárez 66' | 4:0(2:0)Raport | AD Alcorcón | Estadio Ciudad de Valencia, Walencja Widzów: 10 127 Sędzia: Alfonso Javier Álvarez Izquierdo |
|                            |                                                                |                |             |                                                                                              |

| 11 stycznia 2012 21:00 CET | RCD Espanyol · Vázquez 9', 20', 88' · Vilà 36' | 4:2(3:1)Raport | Córdoba CF · 40' Aguilar · 49' Díaz | Estadi Cornellà-El Prat, Barcelona Widzów: 15 000 Sędzia: Carlos Clos Gómez |
|                            |                                                |                |                                     |                                                                             |

| 11 stycznia 2012 22:00 CET | Sevilla FC · Rakitić 70' · Víctor Ruiz 90+1' (sam.) | 2:1(1:0)Raport | Valencia CF · 66' Soldado | Estadio Ramón Sánchez Pizjuán, Sewilla Widzów: 25 000 Sędzia: José Antonio Teixeira Vitienes |
|                            |                                                     |                |                           |                                                                                              |

| 12 stycznia 2012 20:00 CET | Athletic Bilbao · Susaeta 24' · Herrera 65' · Toquero 78' · San José 86' | 4:0(1:0)Raport | Albacete Balompié | San Mamés, Bilbao Widzów: 18 000 Sędzia: Xavier Estrada Fernández |
|                            |                                                                          |                |                   |                                                                   |

| 12 stycznia 2012 22:00 CET | CA Osasuna · Lekić 40' | 1:2(1:0)Raport | FC Barcelona · 48' Sánchez · 71' Roberto | Estadio El Sadar, Pampeluna Widzów: 12 498 Sędzia: Carlos Velasco Carballo |
|                            |                        |                |                                          |                                                                            |

## 1/4 finału
Pierwsze mecze rozgrywane były pomiędzy 17 a 19 stycznia 2012 roku, natomiast rewanże pomiędzy 24 a 26 stycznia 2012 roku
| Drużyna 1                            | Wynik dwumeczu | Drużyna 2    | Pierwszy mecz | Drugi mecz |
| ------------------------------------ | -------------- | ------------ | ------------- | ---------- |
| RCD Espanyol                         | 4:4 (br. wyj.) | CD Mirandés  | 3:2           | 1:2        |
| Athletic Bilbao                      | 3:0            | RCD Mallorca | 2:0           | 1:0        |
| Real Madryt                          | 3:4            | FC Barcelona | 1:2           | 2:2        |
| Valencia CF                          | 7:1            | Levante UD   | 4:1           | 3:0        |
| Po lewej gospodarz pierwszego meczu. |                |              |               |            |

### Pierwsze mecze
| 17 stycznia 2012 21:00 CET | RCD Espanyol · Weiss 85' · Fonte 87' · Verdú 89' | 3:2(0:1)Raport | CD Mirandés · 28' Arroyo · 78' Infante | Estadi Cornellà-El Prat, Barcelona Widzów: 22 000 Sędzia: Antonio Mateu Lahoz |
|                            |                                                  |                |                                        |                                                                               |

| 18 stycznia 2012 20:00 CET | Athletic Bilbao · Llorente 35' · Muniain 59' | 2:0(1:0)Raport | RCD Mallorca | San Mamés, Bilbao Widzów: 38 000 Sędzia: José Luis González González |
|                            |                                              |                |              |                                                                      |

| 18 stycznia 2012 22:00 CET | Real Madryt · Ronaldo 11' | 1:2(1:0)Raport | FC Barcelona · 48' Puyol · 76' Abidal | Estadio Santiago Bernabéu, Madryt Widzów: 83 500 Sędzia: César Muñiz Fernández |
|                            |                           |                |                                       |                                                                                |

| 19 stycznia 2012 21:30 CET | Valencia CF · Jonas 24' · Soldado 31' · Piatti 45' · Costa 90+4' | 4:1(2:0)Raport | Levante UD · 37' Koné | Estadio Mestalla, Walencja Widzów: 40 000 Sędzia: José Luis Paradas Romero |
|                            |                                                                  |                |                       |                                                                            |

### Rewanże
| 24 stycznia 2012 21:30 CET | CD Mirandés · Infante 57' · Caneda 90+2' | 2:1(0:0)Raport | RCD Espanyol · 47' Fonte | Estadio Municipal de Anduva, Miranda de Ebro Widzów: 5858 Sędzia: Miguel Ángel Ayza Gámez |
|                            |                                          |                |                          |                                                                                           |

| 25 stycznia 2012 20:00 CET | RCD Mallorca | 0:1(0:0)Raport | Athletic Bilbao · 76' (sam.) Ramis | Iberostar Estadio, Palma de Mallorca Widzów: 10 990 Sędzia: Carlos del Cerro Grande |
|                            |              |                |                                    |                                                                                     |

| 25 stycznia 2012 22:00 CET | FC Barcelona · Pedro 43' · Alves 44' | 2:2(2:0)Raport | Real Madryt · 67' Ronaldo · 71' Benzema | Camp Nou, Barcelona Widzów: 95 486 Sędzia: Fernando Teixeira Vitienes |
|                            |                                      |                |                                         |                                                                       |

| 26 stycznia 2012 21:30 CET | Levante UD | 0:3(0:2)Raport | Valencia CF · 25' Aduriz · 30', 86' Piatti | Estadio Ciudad de Valencia, Walencja Widzów: 12 100 Sędzia: Ignacio Iglesias Villanueva |
|                            |            |                |                                            |                                                                                         |

## 1/2 finału
Pierwsze mecze rozgrywane były 31 stycznia i 1 lutego 2012 roku, natomiast rewanże pomiędzy 7 i 8 lutego 2012 roku
| Drużyna 1                            | Wynik dwumeczu | Drużyna 2       | Pierwszy mecz | Drugi mecz |
| ------------------------------------ | -------------- | --------------- | ------------- | ---------- |
| CD Mirandés                          | 3:8            | Athletic Bilbao | 1:2           | 2:6        |
| Valencia CF                          | 1:3            | FC Barcelona    | 1:1           | 0:2        |
| Po lewej gospodarz pierwszego meczu. |                |                 |               |            |

### Pierwsze mecze
| 31 stycznia 2012 22:00 CET | CD Mirandés · Lambarri 90+2' | 1:2(0:2)Raport | Athletic Bilbao · 18', 27' Llorente | Estadio Municipal de Anduva, Miranda de Ebro Widzów: 7980 Sędzia: Xavier Estrada Fernández |
|                            |                              |                |                                     |                                                                                            |

| 1 lutego 2012 21:00 CET | Valencia CF · Jonas 27' | 1:1(1:1)Raport | FC Barcelona · 35' Puyol | Estadio Mestalla, Walencja Widzów: 51 800 Sędzia: José Luis Paradas Romero |
|                         |                         |                |                          |                                                                            |

### Rewanże
| 7 lutego 2012 22:00 CET | Athletic Bilbao · Muniain 11' · Susaeta 14' · Aurtenetxe 23' · Llorente 71', 75' · Caneda 88' (sam.) | 6:2(3:0)Raport | CD Mirandés · 58', 86' Blanco | San Mamés, Bilbao Widzów: 39 000 Sędzia: Alberto Undiano Mallenco |
|                         | |                |                               |                                                                   |

| 8 lutego 2012 21:00 CET | FC Barcelona · Fàbregas 15' · Xavi 80' | 2:0(1:0)Raport | Valencia CF | Camp Nou, Barcelona Widzów: 69 476 Sędzia: David Fernández Borbalán |
|                         |                                        |                |             |                                                                     |

## Finał
| 25 maja 2012 22:00 CET | Athletic Bilbao | 0:3(0:3)Raport | FC Barcelona · 3', 25' Pedro · 20' Messi | Estadio Vicente Calderón, Madryt Widzów: 54 850 Sędzia: David Fernández Borbalán |
|                        |                 |                |                                          |                                                                                  |

| Athletic Bilbao | FC Barcelona |

|                | 1  | Gorka Iraizoz         |     |     |
|                | 15 | Andoni Iraola (c)     | 43' |     |
|                | 23 | Borja Ekiza           |     |     |
|                | 5  | Fernando Amorebieta   |     |     |
|                | 3  | Jon Aurtenetxe        |     |     |
|                | 24 | Javi Martínez         |     |     |
|                | 10 | Óscar de Marcos       |     | 47' |
|                | 28 | Ibai Gómez            |     |     |
|                | 19 | Iker Muniain          |     |     |
|                | 14 | Markel Susaeta        | 40' | 46' |
|                | 9  | Fernando Llorente     |     | 73' |
| Zmiany:        |    |                       |     |     |
|                | 13 | Raúl Fernández-Cavada |     |     |
|                | 6  | Mikel San José        |     |     |
|                | 11 | Igor Gabilondo        |     |     |
|                | 17 | Iñigo Pérez           |     | 47' |
|                | 18 | Carlos Gurpegi        |     |     |
|                | 21 | Ander Herrera         |     | 46' |
|                | 2  | Gaizka Toquero        |     | 73' |
| Trener:        |    |                       |     |     |
| Marcelo Bielsa |    |                       |     |     |

|               | 13 | José Manuel Pinto |     |     |
|               | 35 | Martín Montoya    |     |     |
|               | 3  | Gerard Piqué      |     |     |
|               | 14 | Javier Mascherano |     |     |
|               | 21 | Adriano           |     |     |
|               | 16 | Sergio Busquets   |     |     |
|               | 6  | Xavi (c)          | 66' | 81' |
|               | 8  | Andrés Iniesta    | 71' |     |
|               | 17 | Pedro Rodríguez   |     | 87' |
|               | 10 | Lionel Messi      |     |     |
|               | 9  | Alexis Sánchez    |     | 72' |
| Zmiany:       |    |                   |     |     |
|               | 1  | Víctor Valdés     |     |     |
|               | 32 | Marc Bartra       |     |     |
|               | 4  | Cesc Fàbregas     |     | 81' |
|               | 11 | Thiago Alcântara  |     | 87' |
|               | 15 | Seydou Keita      |     | 72' |
|               | 20 | Ibrahim Afellay   |     |     |
|               | 37 | Cristian Tello    |     |     |
| Trener:       |    |                   |     |     |
| Pep Guardiola |    |                   |     |     |

| Puchar Króla 2011–12 Zwycięzcy |
| ------------------------------ |
| FC Barcelona 26. Tytuł         |

## Klasyfikacja strzelców bramek
| Piłkarz           | Gole | Zespół           |
| ----------------- | ---- | ---------------- |
| Pablo Infante     | 6    | CD Mirandés      |
| Fernando Llorente | 5    | Athletic Bilbao  |
| Álvaro Vázquez    | 5    | RCD Espanyol     |
| Jonas             | 4    | Valencia CF      |
| Pedro Rodríguez   | 4    | FC Barcelona     |
| Cristhian Stuani  | 4    | Racing Santander |
| Karim Benzema     | 3    | Real Madryt      |
| Cesc Fàbregas     | 3    | FC Barcelona     |
| Cristiano Ronaldo | 3    | Real Madryt      |
| José Callejón     | 3    | Real Madryt      |
| Frédéric Kanouté  | 3    | Sevilla FC       |
| Lionel Messi      | 3    | FC Barcelona     |
| Pablo Piatti      | 3    | Sevilla FC       |
| Roberto Soldado   | 3    | Valencia CF      |